# Télècle
Télècle (en grec ancien Τήλεκλος) est un roi de Sparte du VIIIe siècle av. J.-C., 8e roi de la famille des Agiades qui prétendaient descendre d'Héraclès.
Il régna conjointement avec Charilaos puis Nicandre de la famille des Eurypontides. Il succède à son père Archélaos. Sous son règne les Lacédémoniens s'emparent de nombreuses villes.
Il meurt, tué par les Messéniens dans le temple de Artémis Limnatis dans des circonstances controversées : les Lacédémoniens soutenaient que Télècle tentait de calmer les Messéniens qui avaient violé des Lacédémoniennes, tandis que les Messéniens accusaient Télècle de leur avoir tendu un piège grâce à des guerriers déguisés en femmes. Cet évènement aurait déclenché la première guerre de Messénie.
Plutarque cite de lui un exemple de stoïcisme spartiate : « Télècle dit à son frère, qui se plaignait de ce que les Spartiates lui témoignaient moins de bonté qu'à lui : Cela vient de ce que vous ne savez pas supporter une injure. »